# Burgwald
Informații suplimentare: Burgwald (Gemeinde)
Burgwald este o regiune muntoasă ce nu depășește 443 m înălțime, ei fac parte din grupa munților Mittelgebirge fiind situați în landul Hessen, Germania.

## Geografie
Burgwald se găsește în districtul Waldeck-Frankenberg și Marburg-Biedenkopf. La nord se mărginește cu Kellerwald, la est cu Valea Wohra care îl desparte de regiunea Gilserberg. Spre sud valea râului Ohm îl desparte de bazinul Amöneburger Becken, munții Lahnului (380 m) și munții Marburger Rücken (370 m).
In partea de vest este limitat de râul Wetschaf iar la nor-vest de Eder care-l desparte de munții Rothaar.
Localitățile de pe zona de graniță a regiunii sunt la nord Frankenberg (Eder), la est Haina, Gemünden (Wohra) și Wohratal, sud-est Rauschenberg, sud Cölbe, sud-vest Wetter (Hessen) iar în vest Münchhausen (am Christenberg) și Battenberg (Eder). In interiorul regiunii se află păduri numeroase și localitățile Burgwald (Gemeinde), Rosenthal (Hessen) și Bracht (Rauschenberg).

## Galerie de imagini

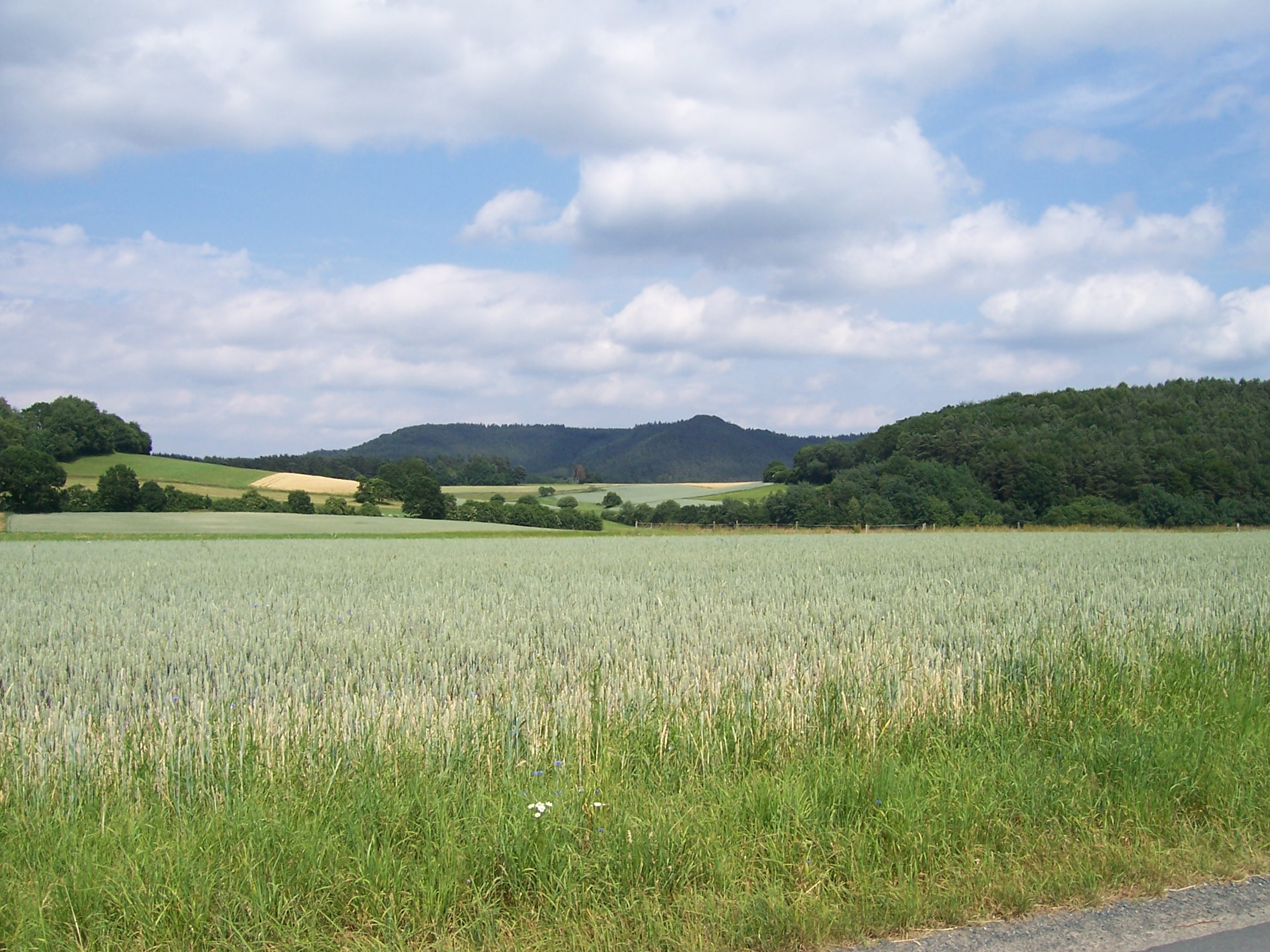
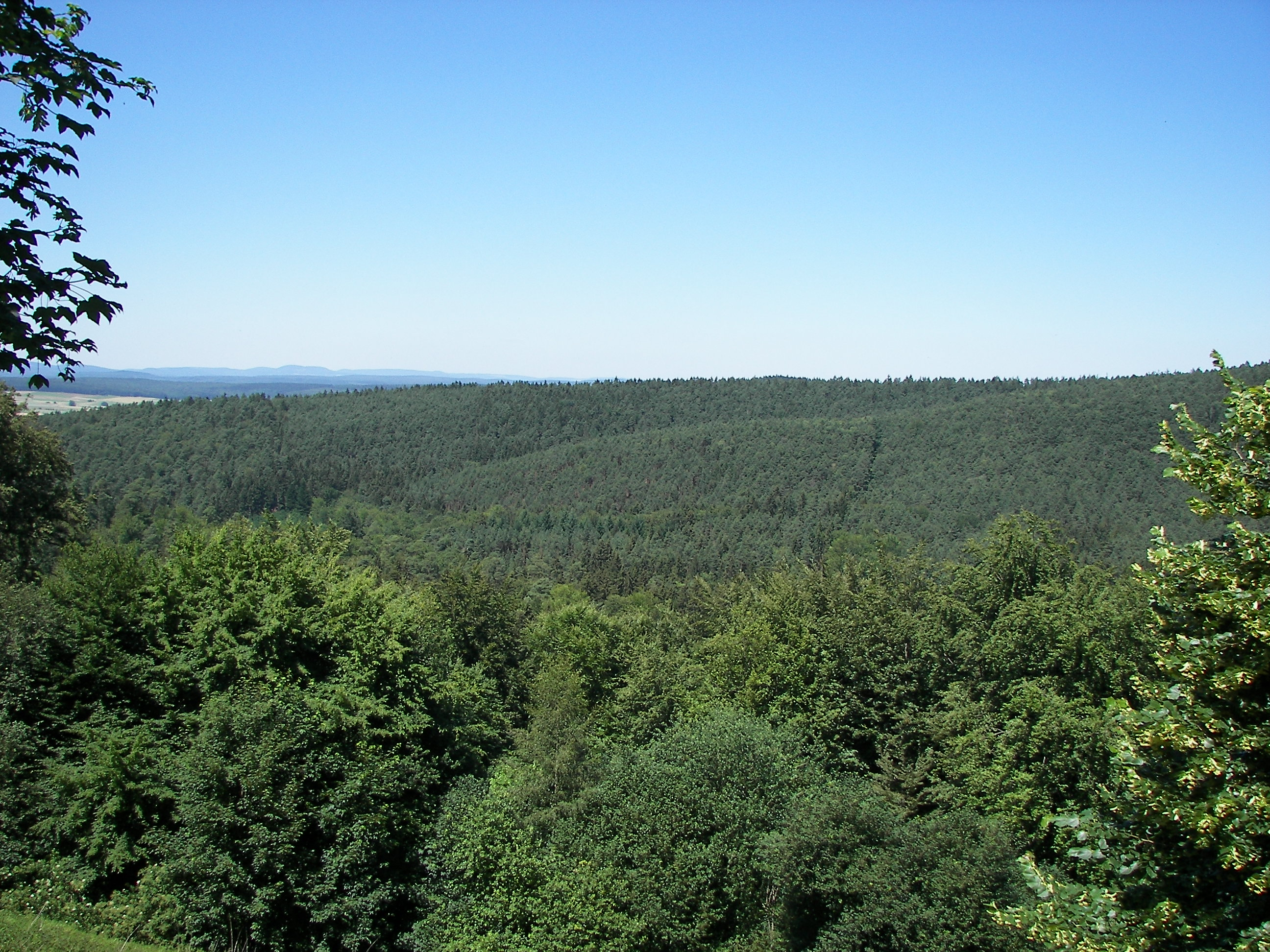
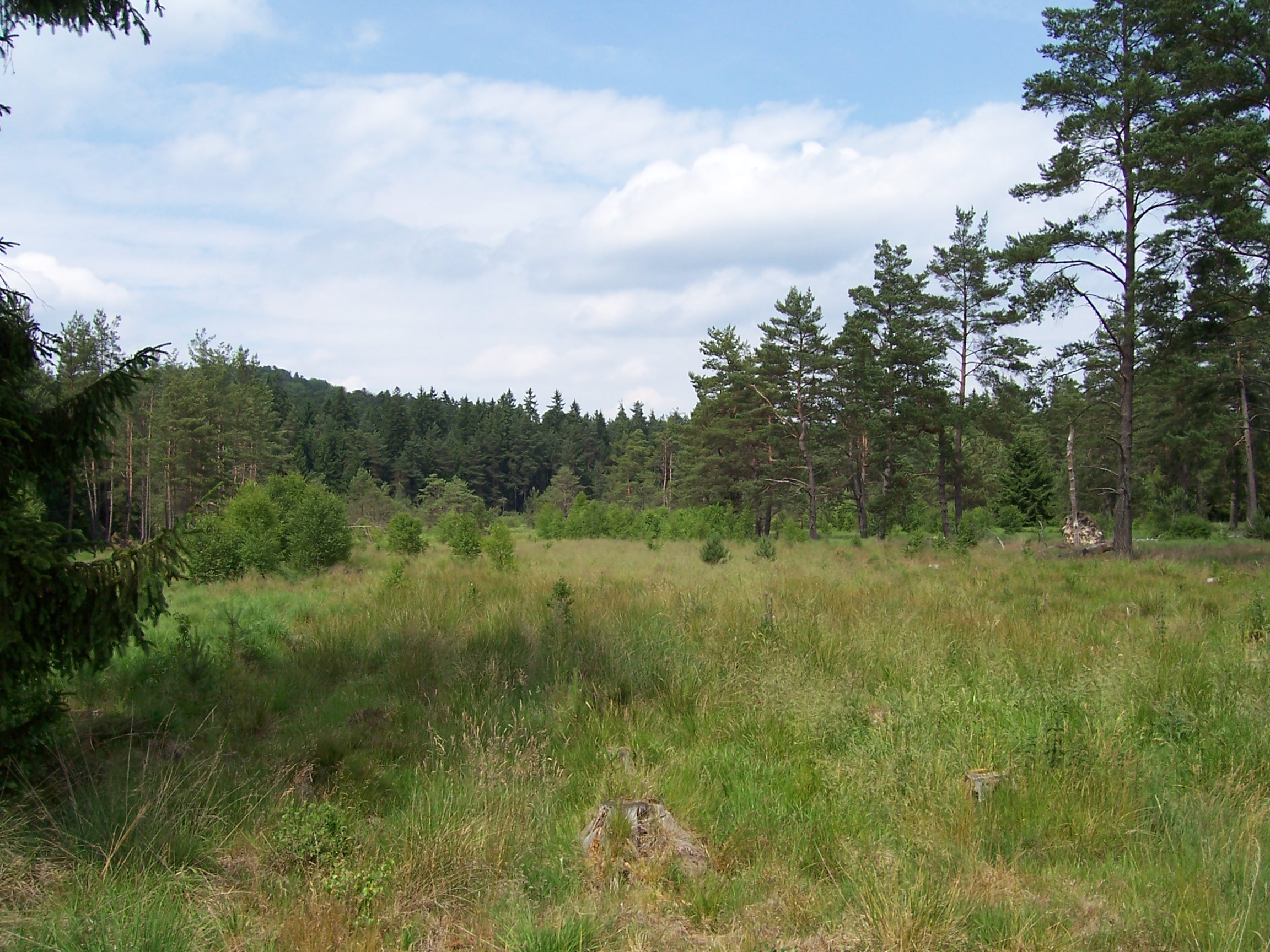
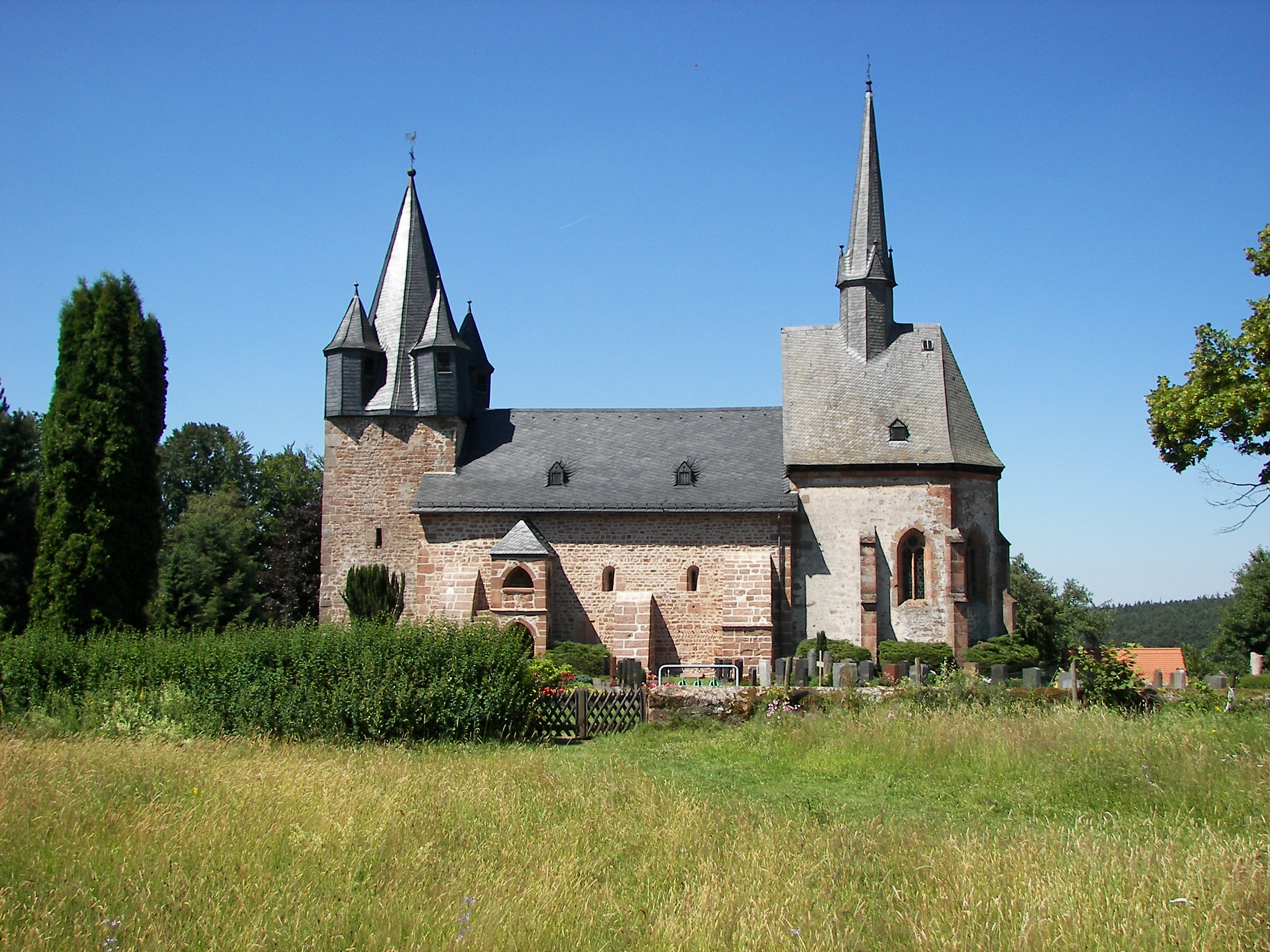